# Marimbalax
Genres associés
Mbalax
Marimbalax ou marimbalakh est un style musical sénégalais réalisant un mélange de marimba et de mbalax.